# István Kelen
István (Stephen) Estaban Kelen (Boedapest, 21 maart 1912 - Sydney, 1 mei 2003) was een Hongaars tafeltennisser. Hij werd zowel in Boedapest 1929 als in Baden 1933 wereldkampioen in het gemengd dubbelspel. Daarnaast won hij vijf wereldtitels met het Hongaarse nationale team in het toernooi voor landenploegen.
In 1993 werd Kelen opgenomen in de ITTF Hall of Fame.

## Sportieve loopbaan
Kelen nam tussen 1929 en 1937 deel aan acht edities van de wereldkampioenschappen, waarop hij in verschillende individuele disciplines zes keer een finale haalde. Twee daarvan zette hij om in goud. De Hongaar behaalde zijn eerste wereldtitel in het gemengd dubbelspel-toernooi van 1929. Samen met Anna Sipos versloeg hij in de eindstrijd hun landgenoten László Bellak en Magda Gal. Vier jaar later won Kelen zijn tweede gouden WK-medaille, opnieuw in het gemengd dubbelspel, opnieuw met een Hongaarse aan zijn zijde en opnieuw tegen twee landgenoten in de finale. Ditmaal was hij samen met Mária Mednyánszky de baas over wederom Gal, met deze keer Sándor Glancz als partner.
Met zijn beide gouden gemengddubbelpartners verloor Kelen tevens een WK-finale. In Berlijn 1930 konden Sipos en hij hun wereldtitel niet prolongeren in een finale tegen Mednyánszky en Miklós Szabados. Zes jaar later dolf hij aan de zijde van Mednyánszky het onderspit tegen de Tsjecho-Slowaken Miloslav Hamr en Gertrude Kleinová.

Ook in het dubbelspel voor mannen moest Kelen twee keer genoegen nemen met zilver. Beide keren aan de zijde van Lajos Leopold David verloor hij in Boedapest 1931 de eindstrijd van Viktor Barna/Szabados en in Baden 1933 van Barna/Glancz.
Kelen won als lid van het nationale team vijf van de zes behaalde WK-finales in het toernooi voor landenteams. In de finales van 1929, 1930, 1931, 1933 en 1935 stuurden de Hongaren achtereenvolgens Oostenrijk, Zweden, Engeland en twee keer Tsjecho-Slowakije met zilver naar huis. Alleen de eindstrijd van Praag 1932 verloren ze, van Tsjecho-Slowakije.

## Leven
Kelen studeerde filosofie aan de Karelsuniversiteit Praag. Hij was er tevens trainer van de universiteitsploeg in het tafeltennis. Ook schreef hij een boek over zijn sport, dat hij in 1936 uitbracht onder de titel Success at Table Tennis.
Na zijn competitieve loopbaan begon Kelen samen met landgenoot Szabados in 1937 een reeks tafeltennisdemonstraties. Daarbij deden ze Australië, Nieuw-Zeeland en Japan aan. Kort voor het uitbreken van de Tweede Wereldoorlog In 1939 verhuisde hij naar Australië. Hier meldde hij zich aan bij het leger als vrijwilliger. Hij werd ontslagen in 1949. Kelen verengelste zijn christelijke naam van de Magyar 'Istvan' naar 'Stephen', zoals de gewoonte was in die tijd.
Kelen werkte in Australië tevens als journalist en schreef er verschillende boeken. Van zijn hand verschenen naast het eerdergenoemde Success at Table Tennis ook Heed McGlarity (1945), Goshu (1965), Uphill All the Way (1974), I Remember Hiroshima (1983), Freedom is a Rainbow (?) en zijn eigen autobiografie (1986).
Kelen trouwde in 1951 met de Australische lerares Sylvia Steuart, met wie hij twee zonen kreeg. Hij werd in 1993 opgenomen in de Hall of Fame.

## Erelijst
Belangrijkste resultaten:
- Wereldkampioen gemengd dubbelspel in 1929 (met Anna Sipos) en 1933 (met Mária Mednyánszky), verliezend finalist in 1930 (met Sipos) en 1936 (met Mednyánszky)
- Winnaar WK landenploegen 1929, 1930, 1931, 1933 en 1965, zilver in 1932 (met Hongarije)
- Verliezend finalist WK dubbelspel in 1931 en 1933 (beide met Lajos Leopold David)
- Halve finale WK enkelspel 1930